# Fraisans
Fraisans és un municipi francès situat al departament del Jura i a la regió de Borgonya - Franc Comtat. L'any 2007 tenia 1.220 habitants.

## Demografia

### Població
El 2007 la població de fet de Fraisans era de 1.220 persones. Hi havia 512 famílies de les quals 184 eren unipersonals (92 homes vivint sols i 92 dones vivint soles), 140 parelles sense fills, 136 parelles amb fills i 52 famílies monoparentals amb fills.
La població ha evolucionat segons el següent gràfic:
Habitants censats

### Habitatges
El 2007 hi havia 573 habitatges, 522 eren l'habitatge principal de la família, 19 eren segones residències i 32 estaven desocupats. 297 eren cases i 274 eren apartaments. Dels 522 habitatges principals, 264 estaven ocupats pels seus propietaris, 243 estaven llogats i ocupats pels llogaters i 14 estaven cedits a títol gratuït; 7 tenien una cambra, 45 en tenien dues, 129 en tenien tres, 139 en tenien quatre i 201 en tenien cinc o més. 287 habitatges disposaven pel capbaix d'una plaça de pàrquing. A 267 habitatges hi havia un automòbil i a 171 n'hi havia dos o més.

### Piràmide de població
La piràmide de població per edats i sexe el 2009 era:
| Homes | Edats   | Dones |
| ----- | ------- | ----- |
| 0     | 95 o +  | 4     |
| 0     | 90 a 94 | 8     |
| 8     | 85 a 89 | 20    |
| 8     | 80 a 84 | 24    |
| 16    | 75 a 79 | 24    |
| 20    | 70 a 74 | 36    |
| 20    | 65 a 69 | 16    |
| 36    | 60 a 64 | 20    |
| 28    | 55 a 59 | 24    |
| 12    | 50 a 54 | 20    |
| 60    | 45 a 49 | 44    |
| 16    | 40 a 44 | 28    |
| 76    | 35 a 39 | 24    |
| 68    | 30 a 34 | 64    |
| 52    | 25 a 29 | 48    |
| 52    | 20 a 24 | 32    |
| 40    | 15 a 19 | 36    |
| 20    | 10 a 14 | 28    |
| 44    | 5 a 9   | 40    |
| 32    | 0 a 4   | 44    |

## Economia
El 2007 la població en edat de treballar era de 739 persones, 566 eren actives i 173 eren inactives. De les 566 persones actives 507 estaven ocupades (267 homes i 240 dones) i 59 estaven aturades (28 homes i 31 dones). De les 173 persones inactives 60 estaven jubilades, 55 estaven estudiant i 58 estaven classificades com a «altres inactius».

### Ingressos
El 2009 a Fraisans hi havia 516 unitats fiscals que integraven 1.201 persones, la mediana anual d'ingressos fiscals per persona era de 16.543 €.

### Activitats econòmiques
Dels 47 establiments que hi havia el 2007, 3 eren d'empreses alimentàries, 1 d'una empresa de fabricació d'altres productes industrials, 6 d'empreses de construcció, 10 d'empreses de comerç i reparació d'automòbils, 2 d'empreses de transport, 2 d'empreses d'hostatgeria i restauració, 2 d'empreses financeres, 2 d'empreses immobiliàries, 3 d'empreses de serveis, 10 d'entitats de l'administració pública i 6 d'empreses classificades com a «altres activitats de serveis».
Dels 18 establiments de servei als particulars que hi havia el 2009, 1 era una gendarmeria, 1 oficina de correu, 1 una oficina bancària, 1 funerària, 1 taller de reparació d'automòbils i de material agrícola, 2 paletes, 1 guixaire pintor, 4 fusteries, 1 lampisteria, 2 perruqueries, 2 restaurants i 1 tintoreria.
Dels 5 establiments comercials que hi havia el 2009, 1 era un hipermercat, 1 una botiga de menys de 120 m², 1 una llibreria, 1 una botiga de material de revestiment de parets i terra i 1 un drogueria.

## Equipaments sanitaris i escolars
El 2009 hi havia 1 farmàcia i 1 ambulància.
El 2009 hi havia 1 escola maternal integrada dins d'un grup escolar amb les comunes properes formant una escola dispersa i 1 escola elemental. Fraisans disposava d'un col·legi d'educació secundària amb 417 alumnes.

## Poblacions més properes
El següent diagrama mostra les poblacions més properes.